# Административное деление Мурманска

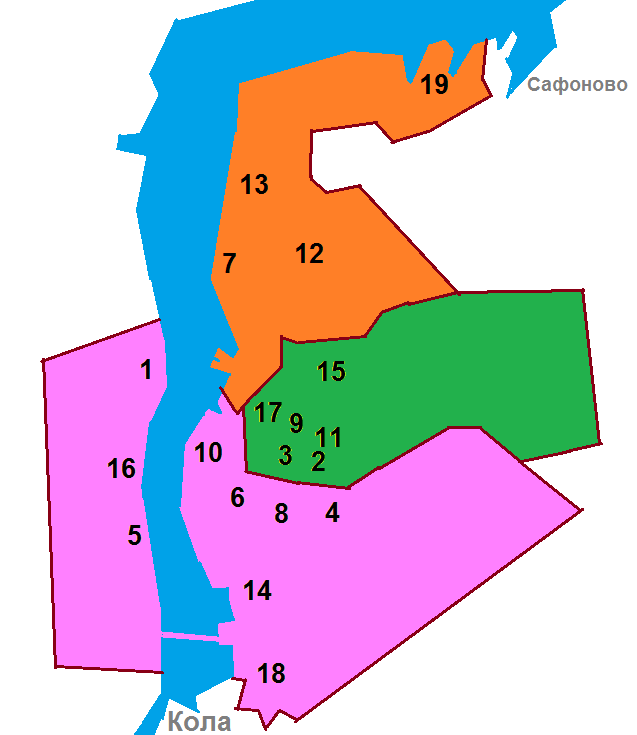
Округа Мурманска
Ленинский
Октябрьский
Первомайский

Город Мурманск, административный центр одноимённой области, территориально разделён на 3 административных округа (Ленинский, Октябрьский, Первомайский), которые как административно-территориальные единицы не являются муниципальными образованиями.
В рамках административно-территориального устройства области Мурманск является городом областного значения, в рамках муниципального устройства город образует одноимённое муниципальное образование город Мурманск со статусом городского округа.

## Округа Мурманска
| №   | Административный округ | Население |
| --- | ---------------------- | --------- |
| I   | Ленинский округ        | ↘88 454   |
| II  | Октябрьский округ      | ↘92 183   |
| III | Первомайский округ     | ↘118 511  |

## Исторические части
Список исторически сложившихся частей города, распределённых по округам Мурманска (с номерами на карте)

## История административного деления
- 20 апреля 1939 года Мурманск был разделён на три района (Кировский[англ.], Ленинский, Микояновский).
- 2 июня 1948 года все районы были упразднены.
- 23 июня 1951 года районы были восстановлены.
- 30 октября 1957 года Микояновский район был переименован в Октябрьский.
- 30 сентября 1958 года районы упразднены.
- 10 июня 1967 года были созданы 2 района (Ленинский и Октябрьский).
- 21 февраля 1975 года был создан Первомайский район.[6]
- В 1995 году районы города были переименованы в административные округа.